# ميغان نيك
ميغان نيك (Megan Nick) (ولدت 9 يوليو 1996) هي رياضية ومتزلجة أمريكية حرة متخصصة في الهوائي. شاركت في دورة الألعاب الأولمبية الشتوية لعام 2022 في بكين، حيث فازت بالميدالية البرونزية في الألعاب الهوائية.  
اجتازت ميغان نيك نمرحلة التأهل وفي النهائي للمرحلة الأولى، حيث تأهل ستة رياضيين فقط للنهائي في المرحلة الثانية، احتل المركز الخامس. في النهائي 2، كان روتينها أسهل من روتين الرياضيين الآخرين، على وجه الخصوص، كانت الرياضية الوحيدة التي لم تقم بأداء الشقلبات الخلفية الثلاثية، لكنها لم ترتكب أخطاء، في حين أن العديد من منافسيها فعلوا ذلك. ووصفتها شبكة إن بي سي الرياضية بأنها «حاصلة على ميدالية مفاجئة». 

## الحياة الشخصية
التحقت ميغان نيك بالمدرسة الثانوية في مدرسة شامبلين فالي يونيون الثانوية. نشأت وهي تنافس في رياضة الجمباز قبل أن تنتقل إلى الهوائيات بعد أن حضرت معسكر للمواهب للتزلج الهوائي لفريق الولايات المتحدة في ليك بلاسيد خلال سنتها الأخيرة من المدرسة الثانوية. 